# Chulilla
Chulilla – gmina w Hiszpanii, w prowincji Walencja, we wspólnocie autonomicznej Walencja, o powierzchni 61,78 km². W 2011 roku liczyła 718 mieszkańców.